# Lamprotornis elisabeth
El estornino del miombo (Lamprotornis elisabeth) es una especie de ave paseriforme de la familia Sturnidae propia del sureste de África. Anteriormente se consideraba una subespecie del estornino de Swainson.

## Distribución y hábitat
Se encuentra desde el sureste de Kenia y Tanzania a Zambia y Zimbabue. Su hábitat natural son las sabanas y los bosques de miombo.